# Fritz Overbeck
Fritz Overbeck (15. september 1869 i Bremen - 8. juni 1909  i Bröcken ved Vegesack) var en tysk maler.
Han blev uddannet i Düsseldorf. Bekendtskabet dér med Fritz Mackensen og Otto Modersohn fik ham til 1894 at flytte til Worpswede, og han blev snart en af Worpswedemalerkoloniens hovedmænd. Kendte værker: Landskab i Storm (1900, Bremens Knnsthalle), Moselandskab (1903, Münchens nye Pinakotek) og så fremdeles. 